# Corbeil-sur-Seine

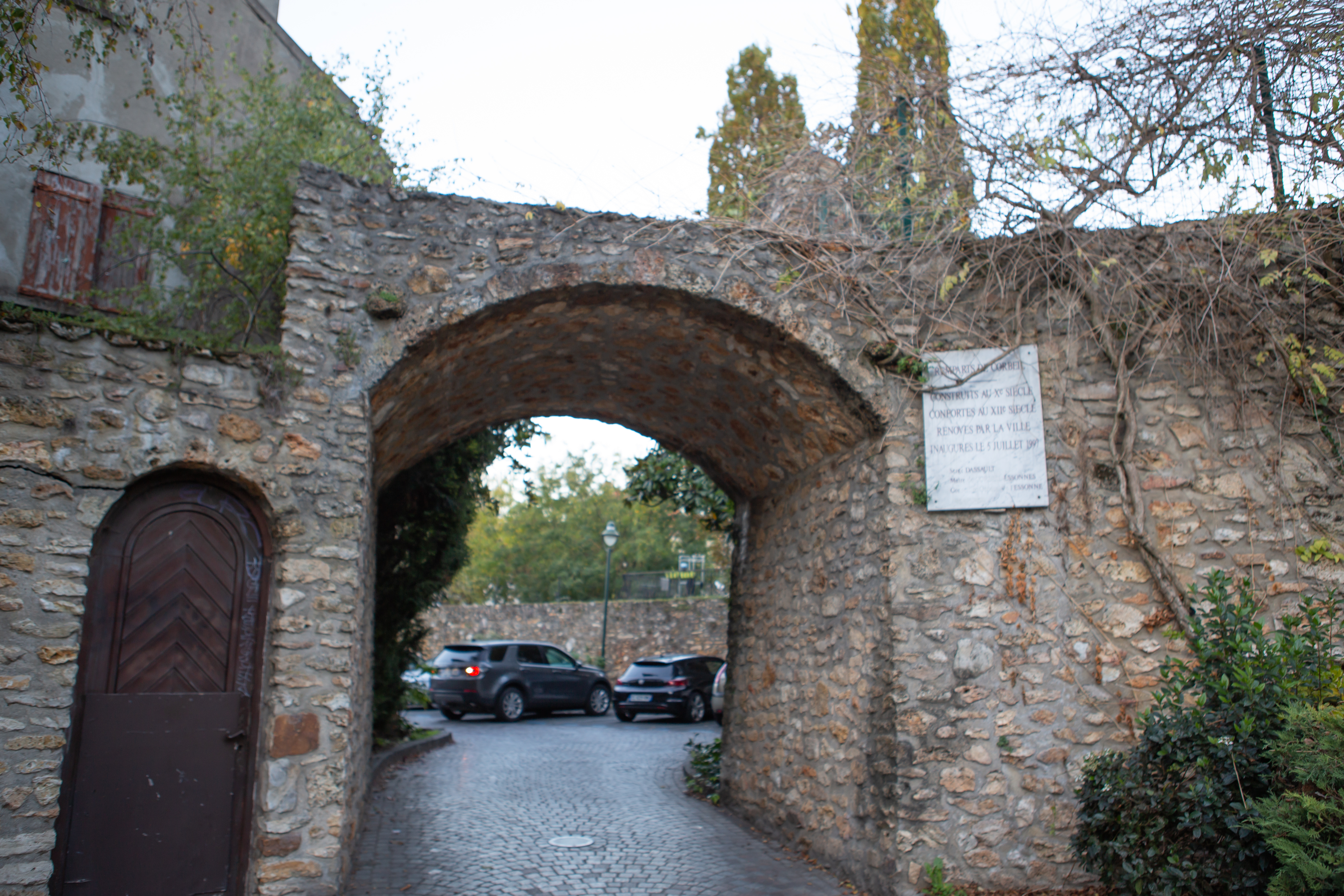
Resten van de oude stadsmuur

Corbeil-sur-Seine is een voormalige Franse gemeente. In 1951 fuseerden Corbeil-sur-Seine en Essonnes om de gemeente Corbeil-Essonnes te vormen.
Voor de 9e eeuw was er enkel bewoning op de rechteroever van de Seine. Door de dreiging van de Vikingen verhuisden de bewoners in de 9e en 10e eeuw uit Vieux Corbeil naar een nieuwe, beter verdedigbare nederzetting op de linkeroever van de Seine. Rond 950 werd Haymon I de eerste graaf van Corbeil. Er werden een kasteel en een kapittelkerk gewijd aan de heilige Exuperius (Saint-Spire) gebouwd. Al in de 11e eeuw zou er een eerste (houten) brug over de Seine zijn gebouwd, lange tijd de enige in de omgeving. En er kwamen bij de samenvloeiing van de Essonne en de Seine watermolens waar meel voor Parijs werd gemalen. Hierdoor werd Corbeil een belangrijk handelscentrum. De stad werd volledig ommuurd in de 10e eeuw. Deze stadsmuur werd vernieuwd in de 12e eeuw en bleef daarna grotendeels ongewijzigd tot de 17e eeuw.
In 1120 kwam het graafschap in het Franse kroondomein en in de middeleeuwen verbleven de Franse koningen geregeld op het kasteel van Corbeil. In 1656 opende Jacques Bourgoin een college in de stad.
De koninklijke molens van Corbeil bleven belangrijk. Al in de middeleeuwen kwam er ook een papiermolen. In de 19e eeuw werden de molens gemechaniseerd en Corbeil-sur-Seine werd een industriestad. In 1875 werd er een gevangenis geopend in Corbeil-sur-Seine.

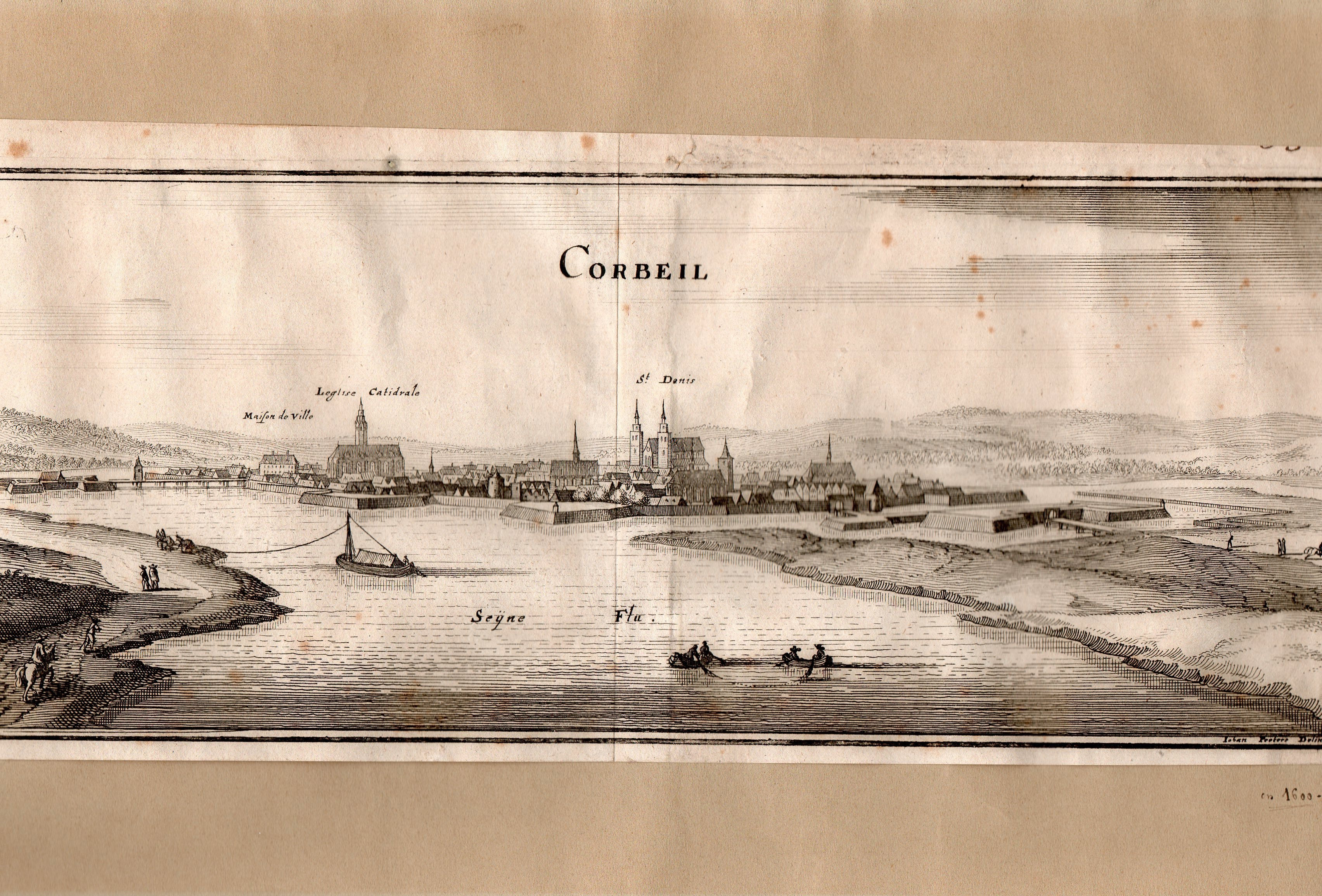
Corbeil rond 1600